# Protomicroplitis integra
Protomicroplitis integra är en stekelart som först beskrevs av Wilkinson 1929.  Protomicroplitis integra ingår i släktet Protomicroplitis och familjen bracksteklar. Inga underarter finns listade i Catalogue of Life.